# Адвокатска кантора
Адвокатската кантора е форма за организизиране на съвместна или самостоятелна дейност на адвокати.
Извън България може да бъде стопански субект, състоящ се от един или повече адвокати, които се занимават с юридическа дейност. Основните услуги, предлагани от една адвокатска кантора, са съветване на клиенти (хора или фирми) за техните законни права и задължения, и представяне на клиенти на граждански и криминални дела, фирмени трансакции и др.
Адвокатската кантора, според своето устройство, може да бъде:
- еднолична фирма, когато адвокатът регистрира адвокатската кантора на свое име;
- събирателно дружество, когато всички адвокати в кантората разпределят собствеността и отговорността по равно;
- командитно дружество, при което адвокатите-собственици са съдружници (партньори) помежду си, но никой съдружник не е отговорен пред който и да е кредитор, както и никой съдружник не е отговорен за пропуските на другите съдружници;
- дружество с ограничена отговорност, в което адвокатите-собственици се наричат „членове“, но не са пряко отговорни пред кредиторите на кантората (трети лица);
- акционерно дружество, когато адвокатите получават акции (части от основния капитал);
- професионално сдружение.

|  | Тази страница частично или изцяло представлява превод на страницата Law firm в Уикипедия на английски. Оригиналният текст, както и този превод, са защитени от Лиценза „Криейтив Комънс – Признание – Споделяне на споделеното“, а за съдържание, създадено преди юни 2009 година – от Лиценза за свободна документация на ГНУ. Прегледайте историята на редакциите на оригиналната страница, както и на преводната страница, за да видите списъка на съавторите. ВАЖНО: Този шаблон се отнася единствено до авторските права върху съдържанието на статията. Добавянето му не отменя изискването да се посочват конкретни източници на твърденията, които да бъдат благонадеждни. |